# Synagoga ortodoksyjna w Timișoarze
Synagoga ortodoksyjna w Timișoarze (rum. Sinagoga Ortodoxă din Fabric) – synagoga znajdująca się w Timișoarze, w dzielnicy Fabric, przy ulicy Iona Creanga 16.